# السائب بن مالك الأشعري
سائب بن مالك الأشعري أو السائب بن مالك الأشعري هو أحد قادة المختار الثقفي، قاتل معه من شارك في معركة كربلاء وشارك في قتل نفر منهم، وكان ممن حارب إلى جانب قوات المختار في معركة الخازر، قتل في معركة حروراء من قبل جيش مصعب بن الزبير ومن معه بعد أن تمت محاصرة المختار في دار الإمارة لمدة أربعة أشهر حتى خرج المختار ومعه 19 رجلا كان سائب أحدهم.

## نسبه
هو سائب بن مالك بن عامر بن هاني بن جهان بن كلثوم بن قرعب بن زخر بن زحران بن ناجية بن الجماهر، وكنى بأبو يحيى.

## سيرته
في سنة 60 هـ وعندما أرسل الحسين بن علي ابن عمه مسلم بن عقيل إلى الكوفة ليأخذ البيعة منهم كان سائب من الذين بايعوا ووقفوا إلى جانب مسلم، وبعد مقتل مسلم بن عقيل حاول أن يذهب للحسين لكنه لم يستطع.
وعند عودة المختار من مكة إلى الكوفة، سعد سائب بعودة المختار وكان فرحا، وعندما دخل المختار الكوفة كان من أول الذين زارهم هو سائب.
اجتمع زعماء الشيعة في منزل المختار ومنهم:كيان أبو عمرة، عبد الله بن كامل الشاكري، أحمر بن شميط، إسماعيل بن كثير، يزيد بن أنس، عبد الرحمن بن شريح، يزدان الفارسي، مهران الفارسي، عبيدة بن عمرو البدئي وسائب كان منهم وكذلك جمع من قادة الشيعة الآخرون وجميعهم بايعوا المختار طالبين من سليمان بن صرد الخزاعي ومن معه الذين سموا نفسهم «التوابين» مبايعة المختار لكنهم كانوا يريدون التضحية بدمائهم في سبيل التكفير عن معصية نقد بيعة الحسين بن علي، بعد ذهاب التوابين لخوض معركة عين الوردة طلب المختار الثقفي من سائب وعبد الله بن كامل الشاكري وإسماعيل بن كثير ومعهم عدد من الجنود الذهاب معهم لمساعدتهم فذهبوا معهم إلى عين الوردة.

### معركة عين الوردة
شارك سائب مع التوابين وقاتل قتالا جيدا للغاية وعندما أصبح رفاعة بن شداد قائد التوابين بعد مقتل القادة الذين سبقوه أجتمع بعض القادة منهم سائب الذي طلب منه الإنسحاب لعدم جدوى القتال والإصرار عليه فقام رفاعة (بالسر) طلب الإنسحاب من الجنود حتى لا يعلم الأمويين وإنسحب التوابين من عين الوردة تاركين منها رمزا للبطولة والتضحية على ما فعلوه وقدموه فيها.
بعدها أقنع سائب وعبد الله بن كامل الشاكري وبعض القادة الأخرين المتبقي من التوابين مبايعة المختار الثقفي فقبلوا بذلك.

### ثورة المختار الثقفي
عندما جاء عبد الله بن مطيع إلى الكوفة ليكون واليا زبيريا عليها جمع الناس في مسجد الكوفة ليخطب عليهم، وهو يخطب رد عليه سائب ورد يزيد بن أنس قائلا:
صدق سائب بن مالك وبر، رأينا مثل رأيه، وقولنا مثل قوله، وبعدها وجه كلامه لسائب قائلا:ذهبت بفضلها يا سائب، لا يعدمك المسلمون، أما والله قمت وأني لا أريد أن أقوم، فأقول نحوا من مقالتك، وما أحب أن الله ولي الرد عليه رجلا من أهل المصر ليس من شيعتنا.
وبعد مبايعة إبراهيم بن مالك الأشتر النخعي وقبيلته للمختار بأيام قامت ثورة المختار الثقفي وكان سائب مع إبراهيم بن مالك الأشتر النخعي.
بعدها بأيام في إحدى الليالي، هاجم شمر بن ذي الجوشن وشبث  بن ربعي وعمرو بن الحجاج الزبيدي ومحمد بن الأشعث وبن شهاب ومعهم عدد لا بأس به من الجنود الذين شاركوا في واقعة كربلاء قصر الإمارة في الذي فيه المختار وجيشه بسبب خروج إبراهيم ومن معه من الكوفة إلى الموصل لقتل عبيد الله بن زياد وكان سائب مع إبراهيم ولكنها في الحقيقة كان فخ وضعه المختار لقتلة الحسين لأنه كان يعلم بالهجوم فجعل إبراهيم ومن معه يعسكرون في مكان قريب من الكوفة ويهاجموا عندما تأتي الأشارة لهم فهاجم إبراهيم والمختار فوضعت الخطة وكان سائب إلى جانب المختار وعبد الرحمن بن شريح في الخطة وتم الهجم ورغم فرار الشمر ومن معه إلى أنه تم قتل وأسر أغلب المهاجمين وبقيت مجموعة قليلة منهم لا تتكون سوى من قادة المهاجمين مثل الشمر وبن الأشعث وخولي بن يزيد وغيرهم من القادة وحاشيتهم الخاصة.
تم قتل جميع قتلة الحسين ولم يبقى سوى عبيد الله بن زياد.
معركة الخازر وقتل ابن زياد
شارك سائب في معركة الخازر بأمر من المختار الثقفي ليساند إبراهيم بن مالك الأشتر في المعركة، وقعت المعركة وكان سائب إلى جانب الأحمر بن شميط فيها، وحاربا قلب جيش الأمويين وقاما بقتل شرحبيل بن ذو الكلاع وقاتل سائب في المعركة.

## مقتله
بعد معركة حروراء، حاصر الزبيريون المختار في قصر الإمارة في الكوفة وكان سائب مع المختار في الحصار الذي دام 4 أشهر، حتى يوم 14 رمضان من سنة 67 هـ حيث خرج المختار الثقفي ومعه 19 رجلا منهم سائب، وقتل سائب معهم وبعدها قام المختار بقتل من قتل سائب حيث قام برمي الفأس عليه فأصاب قاتل سائب من الخلف فمات.
دفن سائب في الكوفة ويعتقد البعض أنه دفن في مسجد الكوفة إلى جانب المختار الثقفي.